# Hoplandrothrips ellisi
Hoplandrothrips ellisi är en insektsart som beskrevs av Bagnall 1914. Hoplandrothrips ellisi ingår i släktet Hoplandrothrips och familjen rörtripsar. Inga underarter finns listade i Catalogue of Life.